# Eutryxalis
Eutryxalis is een geslacht van rechtvleugeligen uit de familie veldsprinkhanen (Acrididae). De wetenschappelijke naam van dit geslacht is voor het eerst geldig gepubliceerd in 1900 door Bruner.

## Soorten
Het geslacht Eutryxalis  is monotypisch en omvat slechts de volgende soort:
- Eutryxalis filata (Walker, 1870)